# Fotomodel

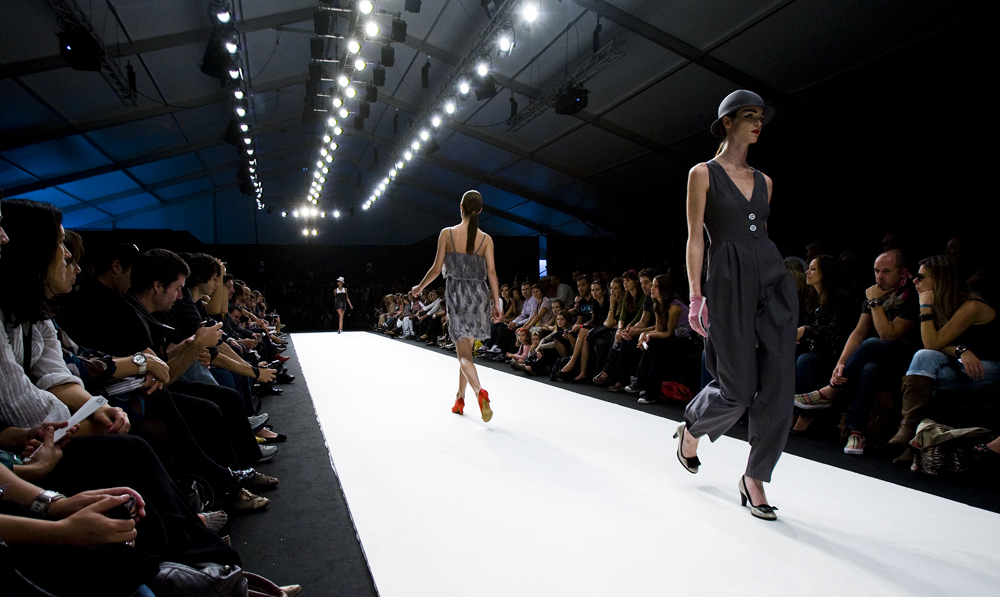
Modele pe podium

Fotomodelul (din franceză photo-modèle) sau modelul este o persoană care pozează ca model fotografic. De obicei fotomodelele își expun propriul corp în scopuri de reclamă sau în cadrul unor licitații.
Manechinul este o persoană angajată de un atelier de croitorie, de o casă (agenție) de modă etc. pentru a îmbrăca diverse obiecte vestimentare, cu scopul de a le prezenta publicului.
În trecut, fiicele clienților înstăriți prezentau creațiile unor croitori sau creatori de modă prin intermediul unor fotografii publicate în cataloage sau reviste de modă. Acțiunile organizate de diferite case de modă au apărut ulterior. Modelele avansează de la manechin, model, fotomodel la top model și supermodel. Ocupațiile obișnuite ale modelelor sunt ședințele foto, prezentările de modă, reclamele, petrecerile și timpul liber.
În anul 2012, conform unui studiu făcut de Alianța Modelelor (The Model Alliance), primul sindicat internațional al modelelor, dintr-un eșantion de 85 de respondente, a rezultat că mai bine de jumătate au consumat cocaină, au suferit de depresie sau au fost somate să slăbească.

## Vezi și
- Supermodel
- Sex simbol